# Václav Michal Pešina

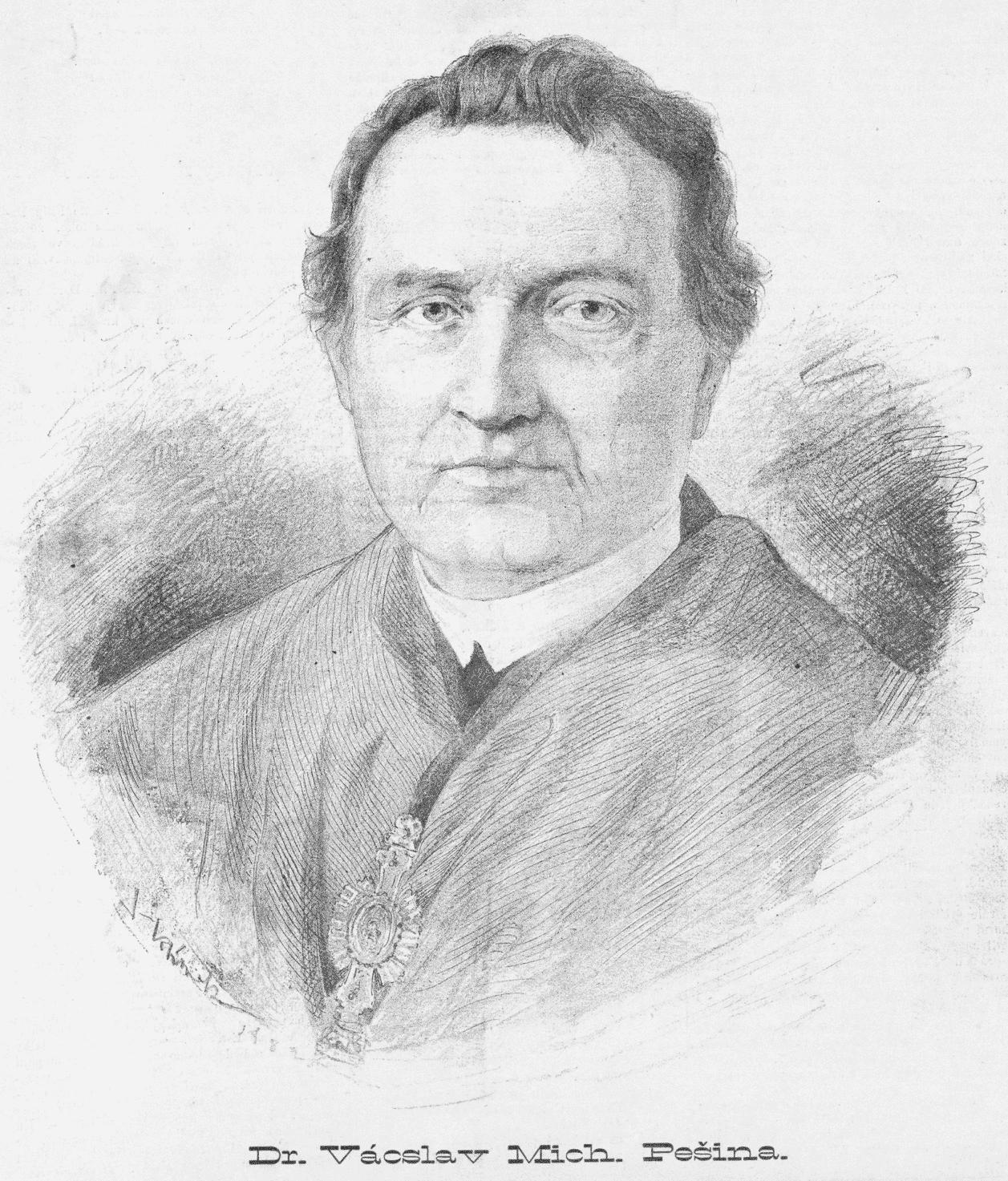
Václav Michal Pešina Jan Vilímek (1882)

Václav Michal Pešina rytíř z Čechorodu, auch Wenzel Michael Pessina von Czechorod, (* 13. September 1782 in Neu-Königgrätz, Ostböhmen; † 7. Mai 1859 in Prag) war Domherr am Prager Veitsdom, um dessen Weiterbau er sich große Verdienste erwarb.
Nach dem Besuch des Gymnasiums in Königgrätz studierte Pešina Theologie in Prag, wo er 1807 zum Priester geweiht wurde. Nach einigen Stellen als Kaplan und Pfarrer wurde er 1832 Domherr am Veitsdom. Schon 1824 hatte er seine Vorstellung, den Prager Veitsdom fertig zu bauen, dem damaligen Staatskanzler Metternich vorgetragen. Als Konsistorialrat und Domkustos verfocht er den Weiterbau gegen alle Schwierigkeiten. 1842 bildete sich mit seiner Unterstützung ein Komitee, das den Dom-Weiterbau fördern sollte. Aus Anlass seines fünfzigjährigen Priesterjubiläums am 13. September 1857 verlieh ihm Kaiser Franz Joseph I. den Orden der Eisernen Krone dritter Klasse, der seine Nobilitierung statuierte. Der nationalbewusste Priester wählte das Prädikat «von Czechorod». Im selben Jahr ernannte ihn die Prager Universität zum Ehrendoktor der Theologie. Erst 1857 kam es zur Gründung des Dombauvereins und 1860 wurde Joseph Kranner zum Dombaumeister bestellt.
Pešina, der den Dombau als nationale tschechische Aufgabe sah, gewann auch Unterstützung bei den Prager Deutschen. Seine Grabstätte befindet sich auf dem Kleinseitner Friedhof, das Grabmonument wurde durch ein von Kardinal Friedrich zu Schwarzenberg geleitetes Komitees finanziert.